# George Scarborough
George Adolphus Scarborough (Natchitoches Parish, 2 de octubre de 1859 - Deming, 5 de abril de 1900) fue un cowboy, hombre de ley y detective estadounidense.
Entre otros casos, es conocido por haber matado al forajido John Selman, asesino de John Wesley Hardin en El Paso, el 5 de abril de 1896, tras una discusión en un saloon de la ciudad. Estuvo casado con Mary McMahan. Fallecido el 5 de abril de 1900, después de recibir un disparo en la pierna mientras perseguía a unos ladrones de ganado, fue enterrado en el cementerio de Deming. Su hijo George Edgar Scarborough Jr, nacido en 1878, también fue un detective y hombre de ley.